# Zbigniew Dziewulski
Zbigniew Dziewulski (ur. 16 października 1957 w Pierogu) – polski polityk, żołnierz zawodowy, poseł na Sejm IV kadencji.

## Życiorys
W 1979 ukończył Szkołę Chorążych Służby Uzbrojenia i Elektroniki, następnie do 1995 był żołnierzem zawodowym w stopniu chorążego. W drugiej połowie lat 90. prowadził gospodarstwo rolne (hodowla drobiu) i pracował w warszawskiej agencji ochrony.
Od 1978 do rozwiązania należał do Polskiej Zjednoczonej Partii Robotniczej. W 1995 wstąpił do Samoobrony RP. W latach 1998–2001 był przewodniczącym rady gminy Suchożebry. Pełnił funkcję posła IV kadencji w okręgu siedleckim (otrzymał 6423 głosy). Zasiadał w Komisji Obrony Narodowej oraz Komisji Samorządu Terytorialnego i Polityki Regionalnej. W czerwcu 2005 został wykluczony z Samoobrony RP.
Przystąpił następnie do Inicjatywy RP, z ramienia której w tym samym roku bezskutecznie kandydował do Senatu (zajął przedostatnie miejsce spośród 20 kandydatów).

## Życie prywatne
Jest żonaty, ma dwoje dzieci.